# 21 juin dans les chemins de fer
21 mai 21 juillet
Chronologies thématiques
- Croisades
- Sports
- Disney

Cette page concerne les événements qui se sont déroulés un 21 juin dans les chemins de fer.

## Événements

### XXesiècle
- 1911. France : ouverture des sections Grandvelle - Besançon, Vesoul - Luxeuil et Courcelles - Vauvillers des chemins de fer vicinaux de la Haute-Saône.
- 1940. France : installation à Paris de la Wehrmachtverkehrsdirektion (WVD, direction des transports de l'armée allemande, la Wehrmacht), chargée de contrôler l'exploitation des chemins de fer. Elle est dirigée par le colonel Göritz.
- 1970. États-Unis : la compagnie Penn Central, qui exploite des lignes de chemin de fer dans l'Ouest des États-Unis, se déclare en faillite, tout en continuant à faire circuler ses trains jusqu'en 1976. C'était à l'époque la plus grande faillite de l'histoire des États-Unis.
- 1988. France. Électrification de la ligne de La Chapelle à Ermont-Eaubonne.